# 多却乡
多却乡，是中华人民共和国西藏自治区山南市浪卡子县下辖的一个乡镇级行政单位。

## 行政区划
多却乡下辖以下地区：
柔扎村、吉古扎村、下日村、多却村、亚如村、特布拉村、堆日村、尼玛龙村、洞热村、绒布村、洞加村、热玛瓦村和卡东村。